# Escala Forel-Ule
A escala Forel-Ule é um método usado para determinar a cor aparente de um corpo de água, recorrendo à comparação da cor da coluna de água, vista de um plano acima da superfície contra um fundo branco (em geral a porção branca de um disco de Secchi a 1 m de profundidade), com uma paleta padronizada de cores criada pela utilização de um conjunto de pequenos tubos em vidro transparente contendo água colorida pela adição de diferentes concentrações de sais inorgânicos estáveis.

## História e objectivos
A escala foi desenvolvida nos primeiros anos do século XX por François-Alphonse Forel, pioneiro da limnologia, sendo melhorado, três anos depois da sua publicação original, pelo limnologista alemão Wilhelm Ule.
O método é uma forma aproximada de determinar a cor de um corpo de água, utilizado em limnologia e oceanografia com o objectivo de através da cor aferir a transparência das águas e classificar o seu nível bruto de actividade biológica.

## Descrição do método
O método consiste na utilização de uma paleta formada por um conjunto de recipientes em vidro contendo soluções aquosas de compostos inorgânicos estáveis (amónia, sulfato de cobre e cromato de potássio neutro) em concentração variável, sendo atribuído a cada recipiente um índice numérico (de I a XXI ou 01 a 21) . O resultado é o índice correspondente ao recipiente que por comparação visual apresenta cor mais próxima da cor observada na coluna de água.
As cores variam do azul claro (I na escala) ao esverdeado (XI na escala) e deste ao castanho amarelado (XXI na escala), em geral subdivididas em duas gamas: a “gama baixa” ou “escala Forel”, com os termos de I a XI, correspondente às cores azuladas e esverdeadas típicas das águas do mar e dos lagos límpidos; e a “gama alta” ou “escala de Ule”, com os termos de XI a XXI, correspondentes às cores esverdeadas e acastanhadas típicas das águas turvas e dos lagos mesotróficos e eutróficos.
As cores da paleta original desenvolvida por François-Alphonse Forel (termos I a XI) foram escolhidas para corresponderem às cores apresentadas pelo mar aberto ou por um lago extenso, iluminado pelo Sol, quando observado de terra ou de uma embarcação. Os restantes termos, adicionados por Wilhelm Ule, correspondem às cores observáveis nas mesmas condições em águas túrbidas ou com grande enriquecimento trófico, particularmente quando tenham grande densidade de diatomáceas.
Cada solução colorida, correspondente a um termo da escala, está encerrada num recipiente transparente, em geral um pequeno tubo selado em vidro ou plástico. Para facilitar o uso, os tubos são em geral colocados, por ordem do respectivo índice, num estojo ou numa estrutura metálica de protecção com janelas entre cada par de cores para permitir a comparação directa com as águas a avaliar.
A avaliação da cor é feita comparando a cor da coluna de água com as cores padrão e escolhendo a que mais se aproxima. Para padronizar a observação, a comparação é feita com o observador de costas para o Sol, ou numa zona que esteja na sombra da embarcação ou de uma qualquer estrutura, obtendo-se um fundo branco pela colocação de um disco de Secchi, preferencialmente do tipo branco integral com 30 cm de diâmetro, a cerca de 1 m de profundidade, ou próximo da profundidade de extinção se esta for inferior. A determinação da cor é feita através da comparação, com os padrões da escala, da cor aparente da parte branca do disco submerso.
Por ser muito imprecisa, dependendo da acuidade visual do observador e da iluminação ambiente, a escala começa a ser substituída na moderna prática científica por métodos de base espectrométrica. Quando se trate de avaliar águas poluídas, a escala de Forel-Ule tem sido substituída com vantagem pela escala de platina-cobalto, menos subjectiva, mas específica para avaliação dos tons de amarelo e castanho-amarelados típicos de efluentes urbanos tratados. Outra alternativa é a utilização do sistema de cores de Munsell ou do sistema de cores de Borger (Borger Color System ou BCS).